# Turistbyråhuset
Turistbyråhuset eller, som det förr kallades, Spruthuset byggdes 1863 i Skövde och tillhörde dåtidens brandförsvar. Efter det var det länge fiskhall, tills det 1976 byggdes om för annan verksamhet. Numera är turistbyrån etablerad i huset.